# IC 3337
IC 3337 је спирална галаксија у сазвјежђу Береникина коса која се налази на листи објеката дубоког неба у Индекс каталогу.
Деклинација објекта је + 25° 18' 39" а ректасцензија 12h 26m 21,3s. Привидна величина (магнитуда) објекта IC 3337 износи 16,7 а фотографска магнитуда 17,5. IC 3337 је још познат и под ознакама KUG 1223+255, PGC 89603.